# Eugen von Kahler
Eugen von Kahler (født 6. januar 1882 som Eugen Kohn i Prag i det daværende Østrig-Ungarn; død 13. december 1911 i Prag) var en tysktalende maler, grafiker og digter.
1901 rejste Kahler til München hvor han færdiggjorde sine studier, først på Heinrich Knirrs tegneskole og derefter på akademiet hos Franz von Stuck i 1905. Senere opholdt han sig i Berlin og Paris. I Paris mødte han Hans Purrmann, Jules Pascin og Albert Weisgerber samt Elisabeth Epstein, som introducerede ham for Wassily Kandinsky.
1907 rejste han til Egypten, Tunis, Algier og Spanien.
Han døde ung af tuberkulose.
| - Værker af Eugen von Kahler - Selvportræt, 1911 - Ved Strandkanten / Ved kysten, 1906. Na mořském břehu - En gade i Orienten, 1909. Ulice v Orientu - Fiskeren, 1909 - Basar i Orienten, ca. 1910 Bazar im Orient - Bibelsk motiv, 1910 - Orientalsk eventyr, 1910 Oriental Fairy Tale - Kongen ser pigen, ca. 1910 Der König erblickt das Mädchen - Liebesgarten, 1910/11 - Flygtende heste, 1911 - Middelhavslandskab, før 1911 - Orientalsk basar, 1911 |